# Asiatische Fähnchen-Messerfische

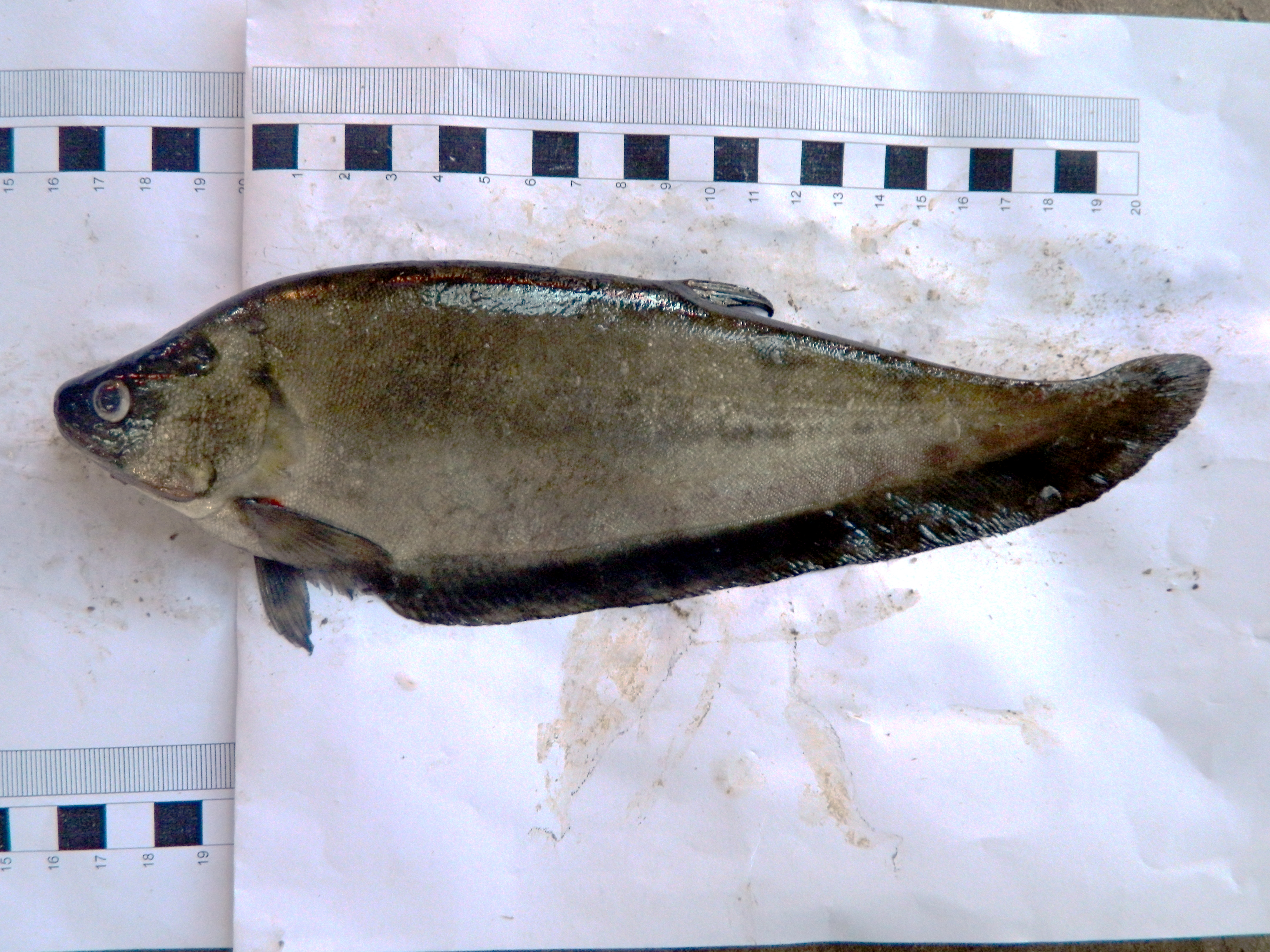
Notopterus synurus aus Indien

Die Asiatischen Fähnchen-Messerfische (Notopterus) sind eine Süßwasserfischgattung aus der Familie der Altwelt-Messerfische (Notopteridae). Sie kommen mit zwei Arten in Südasien vor, Notopterus notopterus lebt in Südostasien im Irrawaddy, Saluen, Mae Nam Mae Klong, Mae Nam Chao Phraya, Mekong und allen Flusssystemen von Thailand, der Malaiischen Halbinsel, Sumatras und Javas und Notopterus synurus kommt auf dem Indischen Subkontinent im Indus, Ganges, Brahmaputra, Mahanadi, Krishna, Kaveri und weiteren Flüssen.

## Merkmale
Asiatische Fähnchen-Messerfische werden maximal 60 cm lang, bleiben für gewöhnlich aber bei einer Länge von 25 cm. Der Körper ist seitlich stark abgeflacht, die Rückenlinie gebogen. Wie bei allen Messerfischen bildet die lange, mit der Schwanzflosse zusammengewachsene Afterflosse das Hauptantriebsorgan. Die Flosse besitzt 97 bis 111 Flossenstrahlen. Bauchflossen fehlen. Namensgebend ist die von sieben bis neun Flossenstrahlen gestützte Rückenflosse. Mehr als 200 Schuppen verlaufen entlang der Körperseiten in einer mittleren Längsreihe. Der Vorkiemendeckel hat sechs bis acht Schuppenreihen. Von der Gattung Chitala lässt sich Notopterus durch das konvexe bzw. nur leicht konkave Kopfprofil und durch die Schuppen auf dem Kiemendeckel unterscheiden, die bei Notopterus deutlich größer als die Körperschuppen sind, während sie bei Chitala gleich groß sind.
Jungfische sind braun und zeigen bei einer Länge von weniger als fünf cm auf dem gesamten Körper ein Muster von dunklen Bändern. Ausgewachsene Tiere sind silbrig-grau mit zahlreichen grauen Punkten auf Kopf, Rumpf und Flossen. Die Rumpfoberseite ist dunkler, die Iris glänzt golden.

## Lebensweise
Asiatische Fähnchen-Messerfische leben in klaren Flüssen, Seen, Kanälen und Teichen und geht auch in leichtes Brackwasser. Während der Regenzeit, in der die Fortpflanzung erfolgt, wandern sie in überflutete Gebiete und kehren während der Trockenzeit in permanente Gewässer zurück. Die Eier werden in kleinen Klumpen zwischen Pflanzen abgelegt. Ein 21 bis 25 cm langes Weibchen legt üblicherweise zwischen 1200 und 3000 Eier. Die nacht- und dämmerungsaktiven Fische ernähren sich von kleineren Fischen, Krebstieren, Insekten und Wasserpflanzen.

## Nutzung
Asiatische Fähnchen-Messerfische sind in ihrer Heimat begehrte Speisefische. 

## Belege
1. ↑  Sébastien Lavoué, Siti Zafirah Ghazali, Jamsari Amirul Firdaus Jamaluddin, Siti Azizah Mohd Nor, Khaironizam Md. Zain: Genetic evidence for the recognition of two allopatric species of Asian bronze featherback Notopterus (Teleostei, Osteoglossomorpha, Notopteridae). Zoosystematics and Evolution, 96 (2): 449-454.